# Парк-Ридж (Иллинойс)
Па́рк-Ри́дж (англ. Park Ridge) — пригород Чикаго (штат Иллинойс) с населением в 37 775 человек. Расположен в 24 километрах к северо-западу от центра Чикаго. Международный аэропорт О'Хара находится в непосредственной близости к городу.
Богатство городской почвы глиной способствовало созданию заводов по производству кирпича по всему Чикаго и близлежащим городам.
Изначально Парк-Ридж назывался Пеннивилл в честь Джорджа Пенни, бизнесмена, который владел местным кирпичным заводом совместно с Робертом Митчем. Позже он был назван Бриктон.
В Парк-Ридж прошло детство американского политика Хиллари Клинтон. По случаю её 50-летия в 1997 году, пересечение улиц Эльм и Виснер Стрит Парк-Риджа было переименовано в «Родэм Корнер».
В городе базируются 3 молодёжные футбольные команды округа и одна команда по черлидингу.

## Достопримечательности

Старшая школа, открытая в 1929 году на Востоке города.

Старшая школа, открытая 1964 году на Юге города.

Самое известное здание Парка-Риджа это театр «Пиквик», построенный в 1928 году. В театре несколько залов. Для кино и для театрализованных представлений. В 1975 году театр занесли в Национальный регистр исторических мест США. Хотя театр неоднократно достраивали, добавляя залы в заднюю часть здания, фасад до сих пор находится в первозданном виде. Главный зал вмещает да 1450 человек.
Через дорогу от театра находится Библиотека Парк-Риджа. В центре города располагаются магазины, стилизованные под основную архитектуру Чикаго и здание банка.

## География
По данным Бюро переписи населения США, город имеет общую площадь 7,1 квадратных миль (18,3 км²), из которых 7,0 квадратных миль (18,2 км²) — суша и 0,04 квадратных миль (0,1 км ²) = (0,57 %) — вода.
Парк Ридж на западе граничит с рекой Дес-Плейнс. Чикаго находится на юго-востоке от города.

## Демография

Памятник гражданской войны. Находится на кладбище в Парк Ридж

По данным переписи населения 2000 года, в городе проживает 37775 человек. Средняя плотность населения составляет 5,374.6 человека на квадратную милю (2,074.7 / км ²). Из них: 95,4 % белых, 0,2 % афроамериканцев, 0,06 % коренных американцев, 2,66 % азиатов, 0,05 % жителей тихоокеанских островов, 0,87 % других рас и 0,74 % смешанные. Латиноамериканцев насчитывалось 2,90 %.
Насчитывается 14219 семей, из которых 32,3 % имеют детей в возрасте до 18 лет, проживающих с ними, 63,4 % - супружеские пары, живущие вместе, 8 % матерей-одиночек. 12,8 % - люди от 65 лет и старше.
Средний возраст горожан 42 года. На каждые 100 женщин приходится 90,1 мужчин.
Доход на душу населения в городе составляет $36646. Около 2,2 % всего населения города находятся за чертой бедности.

## Образование
Парк-Ридж обслуживается начальными и средними школами района 64. Район средней школы включают среднюю школу Эмерсона и центральную школу Линкольна. Есть также 5 общественных начальных школ: Карпентер, Филд, Франклин Рузвельт. Существует также заведение дошкольного образования «Джефферсон».
В городе действуют 2 католические церкви «St. Paul of the Cross и Mary Seat of Wisdom». А также, одна лютеранская начальная школа «Сент-Эндрюс».
Город обслуживается Мэн Хай Скул 207-го района, которая включает в себя Мэн Саут Хай Скул, и Мэн Ист Хай Скул. Студенты, которые живут на севере Парк-Риджа имеют возможность посещать как школу на востоке, так и на юге. Main West High School расположена к западу, в Де-Плейнс.
В районе 207 студенты запустили радио-телевизионную станцию, работающую на WMTH-FM (W Мэн High).
Город входит в Октонское объединение колледжей.

## Транспорт
В городе располагаются 2 железнодорожные станции, которые пересекаются с автобусными маршрутами в соседние города. В Чикаго можно добраться с помощью метро. Ближайшая станция метро находится в соседнем городе.

## Известные жители

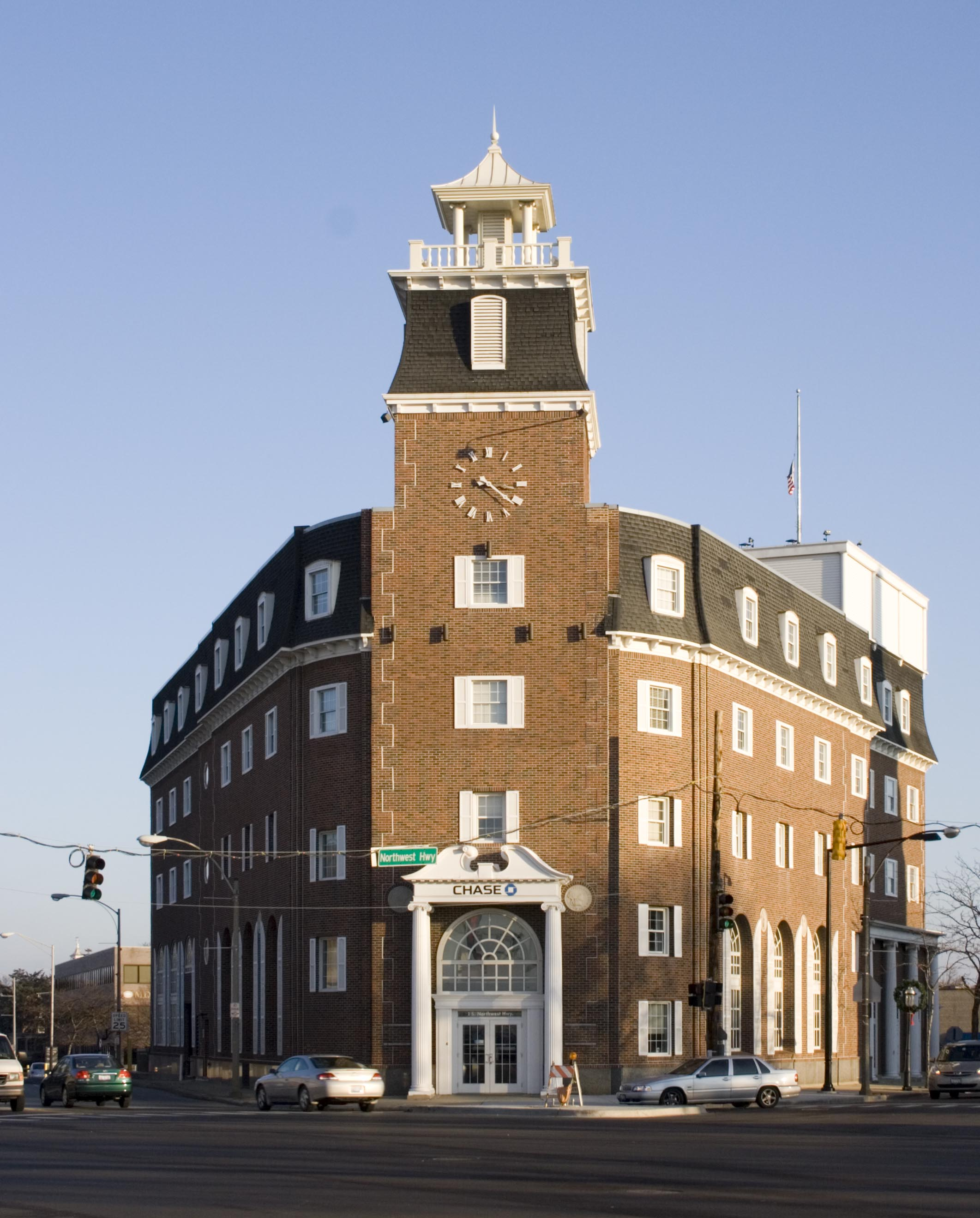
Здание Чейз Банка

Парк-Ридж — родина множества известных людей. Среди них:
- Карен Блэк — актриса, сценарист, певица и композитор, номинантка на премию «Оскар»;
- Харрисон Форд — актёр;
- Рэй Оззи — инженер-программист, известный архитектор программного обеспечения, работающий в Microsoft;
- Хиллари Клинтон — политик, член Демократической партии США;
- Дэвид Санти — фигурист, участник Олимпийских игр 1976-го и в1980-го годов;
- Грант Вуд — художник, известный в основном картинами, посвящёнными сельской жизни американского Среднего Запада, автор знаменитой картины «Американская готика»;
- Томас Хофф — капитан мужской волейбольной команды США;
- Гэри Коул — актёр;
- Джанет Шемлиан — корреспондент NBC News;
- Альфонсо Ланнели — скульптор, художник, архитектор и дизайнер. Конструктор театра «Пиквик»;
- Крэйг Андерсон — профессиональный американский хоккеист;
- Кэрри Снодгресс — актриса;
- Адам Воланин — американский футболист, нападающий, участник чемпионата мира 1950 года.

## Соседние города
| Название     | Расположение  | Расстояние |
| ------------ | ------------- | ---------- |
| Гленвью      | северо-восток | 8 км       |
| Гольф        | северо-восток | 7 км       |
| Мортон-Гроув | северо-восток | 6 км       |
| Найлс        | северо-восток | 3 км       |
| Дес-Плейнс   | северо-запад  | 5 км       |
| Роземонт     | юго-запад     | 4 км       |
| Норидж       | юго-восток    | 5 км       |
| Шиллер-Парк  | юго-запад     | 7 км       |

## Города-побратимы
- Кинвер (англ. Kinver), Великобритания (1992)